# James Schwob d'Héricourt
James Schwob d'Héricourt (21 septembre 1874 - 22 octobre 1939), est un homme d'affaires français.

## Biographie
James Schwob d'Héricourt est le fils de l'industriel Édouard Schwob d'Héricourt (1844-1929), maire d'Héricourt, conseiller général et commandeur de la Légion d'honneur, et d'Adèle Simon. Frère d'André Schwob d'Héricourt (1872-1946), dont la fille épousera successivement l'industriel Georges-Emmanuel Lang puis le général Christian de La Croix de Castries, il est le cousin germain de Jacques et Georges Schwob d'Héricourt.
Marié à Berthe Lang, de la famille d'industriels Les Fils d'Emanuel Lang, il est le père de Marcel Schwob d'Héricourt (marié à la fille d'Adolphe Javal, puis à l'éditrice Eliane Norberg), qui s'engagera dans les Forces françaises libres (FFL) durant la Seconde Guerre mondiale.
Il reprend la direction de l'empire industriel textile familial, implanté dans l'Est et le Nord de la France. Il fait partie du jury de sélection des membres français à l'Exposition universelle de 1913 à Gand.
Il devient administrateur de la Compagnie de constructions mécaniques de Clichy (1917) et de la Société commerciale d'Abyssinie.
À la suite de la Première Guerre mondiale, James Schwob d'Héricourt se lance avec Jules Lorthiois et Félix Vanoutryve dans le marché textile russe. Ils fondent ainsi la compagnie OPTORG, « société anonyme pour le développement du commerce et de l'industrie en Russie et pays limitrophes», le 16 octobre 1919. Au capital de vingt millions de francs, le siège social est établi au no 63 de l'avenue des Champs-Élysées, à Paris.
Il s'associe à la Banque Oustric dans différentes affaires, telles que les Filatures Desurmont (Roubaix) ou bien les Établissements Maréchal (Vénissieux), à la Sarlino (Reims) et à la Salpa française. Impliqué dans le krach du Crédit général des pétroles (Devilder), il le représente dans les négociations avec le ministère des Finances et conduit des tractations avec son parent Ernest Mercier (Compagnie française des pétroles).
En 1928, il prend part à la tentative de reprise de la Banque Adam par l'intermédiaire de la Banque Oustric.
Il transforme en société anonyme son industrie textile, regroupée au sein de la Société cotonnière du Nord et de l'Est (SCNE) en 1938, au capital de 40 millions de francs. La SCNE compte alors 260 000 broches et plus de 4 000 métiers (environ 10 % du potentiel national), emploiyant plus de 5 000 ouvriers. Le Groupe Nord compte La Madeleine filature (Cotonnière de Fives et Schwob frères réunis) et Marcq-en-Barœul tissage, qunand le Groupe Est regroupe Héricourt filature, Valdoie filature, Béthoncourt filature (La Lizaine), Héricourt tissage et Valdoie tissage.
Il devient président-directeur général en 1929, fonctions qu'il conserve jusqu'à sa mort, survenue en 1939. Il représente le groupe au conseil d'administration des Caoutchoucs de l'Indochine.
Il est propriétaire d'un château et haras du Gazon à Neuvy-au-Houlme, dans l'Orne, d'un hôtel particulier, au no 6 de la place des États-Unis (Paris), de la villa La Folie à Deauville et d'une écurie de course.

## Sources
- Philippe Verheyde, Les Mauvais Comptes de Vichy : L'aryanisation des entreprises juives, 1999
- Renaud de Rochebrune, Jean-Claude Hazera, Les patrons sous l'Occupation, Volume 1, éditions O. Jacob, 1997